# Trigonotis brevipes
Trigonotis brevipes är en strävbladig växtart som först beskrevs av Carl Maximowicz, och fick sitt nu gällande namn av Carl Maximowicz. Trigonotis brevipes ingår i släktet Trigonotis och familjen strävbladiga växter. Utöver nominatformen finns också underarten T. b. coronata.